# Francisco I da Áustria
Francisco II & I (Florença, 12 de fevereiro de 1768 – Viena, 2 de março de 1835) foi o último Imperador Romano-Germânico como Francisco II de 1792 até sua abdicação em 1806 após sua derrota na Batalha de Austerlitz para Napoleão Bonaparte, e também o primeiro Imperador da Áustria como Francisco I de 1804 até sua morte. Por tal medida, Francisco é conhecido como o único soberano de dois impérios ao mesmo tempo. Além disso, ele também foi Rei da Hungria, Croácia e Boêmia a partir de 1792. Também serviu como o primeiro presidente da Confederação Germânica após a sua criação em 1815.
Francisco continuou o seu papel de liderança como um adversário da França nas Guerras Napoleônicas, e sofreu várias derrotas depois de Austerlitz. O casamento por procuração do estado de sua filha Maria Luísa e Napoleão em 10 de março de 1810 foi, sem dúvida, a sua derrota pessoal mais grave. Após a abdicação de Napoleão depois da Guerra da Sexta Coalizão, a Áustria participou como um dos principais membros da Santa Aliança, no Congresso de Viena, que foi amplamente dominado pelo chanceler Klemens Wenzel von Metternich culminando em um novo mapa Europeu e na restauração de antigos domínios de Francisco (exceto o Sacro Império Romano que foi dissolvido). Devido ao estabelecimento dos territórios originais da Europa antes das guerras napoleônicas, que em grande parte resistiu a populares nacionalistas e tendências liberais, Francisco passou a ser visto como um reacionário mais tarde em seu reinado.

## Primeiros anos
Francisco era filho do grão-duque Leopoldo da Toscana, filho do imperador romano-germânico Francisco I, e de sua esposa Maria Teresa da Áustria, Francisco nasceu em Florença, capital da Toscana, onde seu pai reinou como grão-duque entre 1765 e 1790 antes de ser imperador. Embora tivesse uma infância feliz, cercada por seus muitos irmãos, sua família sabia que possivelmente ele seria um futuro imperador (seu tio, o imperador José II, não tinha descendentes vivos de nenhum de seus dois casamentos), e assim, em 1784, o jovem arquiduque foi enviado para a corte imperial em Viena para ser educado e preparado para seu futuro papel.

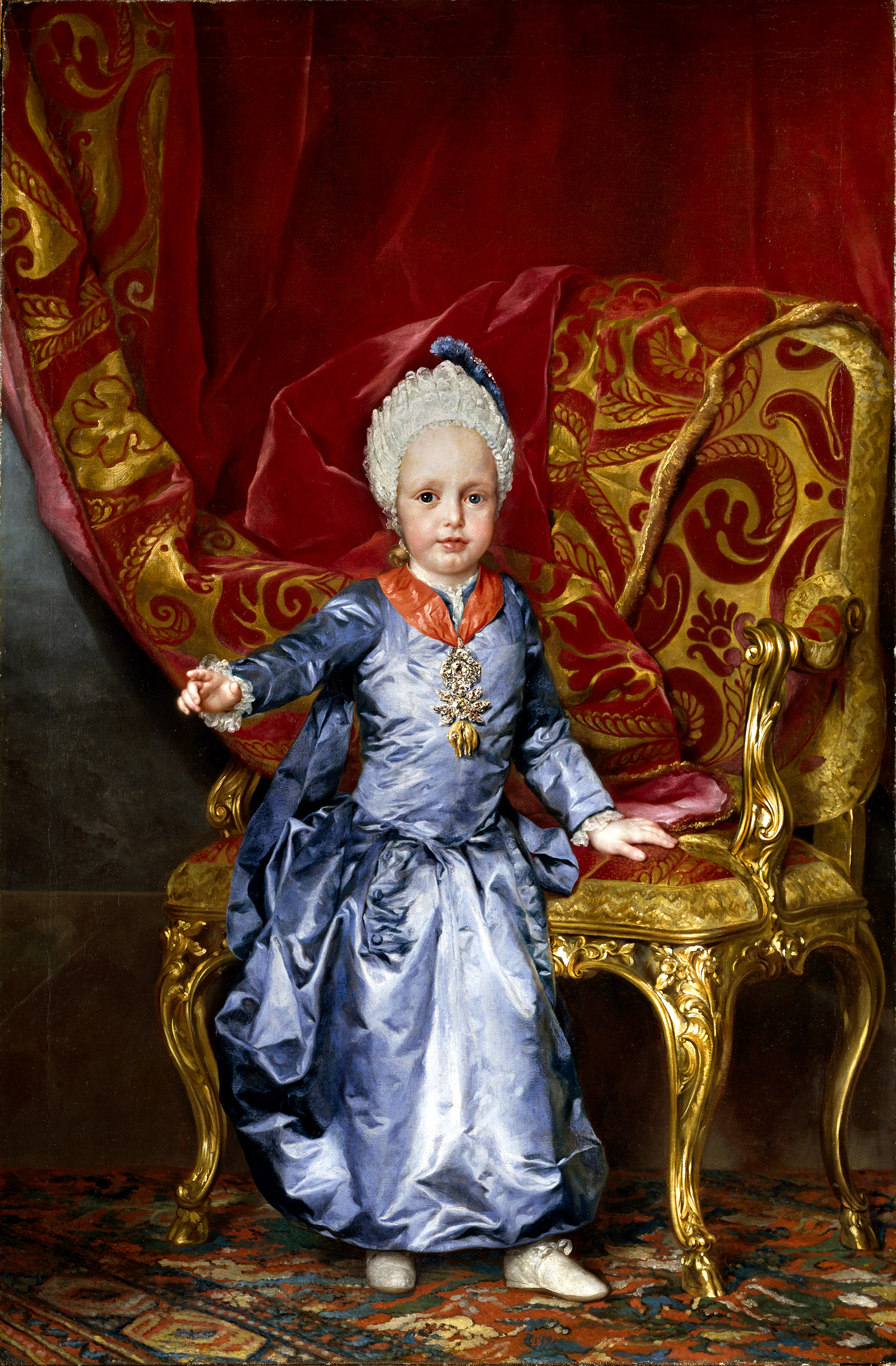
Francisco, com 2 anos de idade
Por Anton Raphael Mengs, 1770, Museu do Prado

O próprio imperador José II se encarregou da educação de Francisco. O imperador registrou que Francisco "não recebera bons cuidados" e não havia crescido direito, "carecia de destreza corporal e boas maneiras", e era "nem mais nem menos do que o filho de uma mãe mimada". José concluiu que "a maneira como ele foi tratado por mais de 16 anos não podia deixar de tê-lo confirmado na ilusão de que a preservação da sua própria pessoa era a única coisa que importava."
José II acreditava que o jovem Francisco tinha muito pouco carácter (atribuindo este fato essencialmente à excessiva indulgência da corte florentina em que cresceu, comentando o fato com estas palavras "Nunca se pode defini-lo como um austríaco nativo, nem húngaro, nem boêmio, visto que nasceu e cresceu na Itália". De José, o método Martinet para melhorar o jovem Francisco era "medo e desconforto". O jovem arquiduque foi isolado, o raciocínio é que isso iria fazê-lo mais autossuficiente, uma vez que foi sentido por José que Francisco "falha[va] em conduzir a si mesmo, para fazer o seu próprio pensamento". No entanto, Francisco admirava muito seu tio, se em vez temia. Para completar a sua formação, Francisco foi enviado para se juntar a um regimento do exército na Hungria e estabeleceu-se facilmente na rotina da vida militar.
Após a morte de José II em 1790, Leopoldo, o pai de Francisco, tornou-se imperador. Ele já havia sentido o gosto do poder quando atuara como representante de Leopoldo em Viena, enquanto o imperador atravessava o império para tentar reconquistar aqueles que haviam se sentido prejudicados pelas políticas de seu irmão. Leopoldo não respondeu muito bem às tensões geradas pelo exercício de suas funções oficiais, e caiu doente no inverno de 1791. Ele gradualmente piorou em todo início de 1792. Na tarde de 1 de março Leopoldo morreu, na idade relativamente jovem de 44. Francisco, logo após seu 24º aniversário, tornou-se imperador, muito mais cedo do que ele esperava.

## Reinado

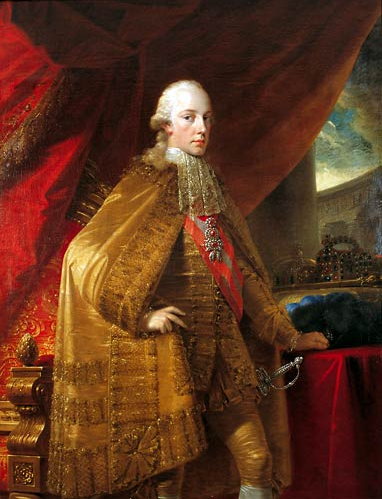
Francisco com 25 anos
Autor desconhecido, 1792
Castelo Trakošćan, Croácia

Como o líder do grande e multi-étnico Império Habsburgo, Francisco (conhecido como Francisco II para o Sacro Império Romano-Germânico) se sentiu ameaçado pelas reformas sociais e políticas de Napoleão Bonaparte, que estavam sendo exportadas para toda a Europa, com a expansão do Primeiro Império Francês.
Francisco tinha um relacionamento frágil com a França: sua tia Maria Antonieta, a esposa de Luís XVI, foi guilhotinada pelos revolucionários no início do seu reinado. Francisco, em geral, era indiferente ao seu destino (ela não era íntima de seu pai Leopoldo, e embora Francisco a tivesse conhecido, era muito jovem na época para ter qualquer lembrança dela). Georges Danton tentou negociar com o imperador para a liberação de Maria Antonieta, mas Francisco não estava disposto a fazer concessões em troca.
Mais tarde, ele levou a Áustria às Guerras Revolucionárias Francesas. Ele brevemente comandou as forças aliadas durante a campanha de Flandres de 1794 antes de entregar o comando a seu irmão Carlos, Duque de Teschen. Mais tarde ele foi derrotado por Napoleão. Pelo Tratado de Campoformio, ele cedeu a margem esquerda do Reno à França em troca de Veneza e da Dalmácia. Mais uma vez lutou contra a França durante a Segunda e Terceira Coligação, quando depois de conhecer uma derrota esmagadora em Austerlitz, ele teve de concordar com o Tratado de Pressburg, enfraquecendo o Império Austríaco e reorganizando Alemanha sob a Confederação do Reno, chefiada por Napoleão.
Neste ponto, ele acreditava que sua posição como imperador do Sacro Império Romano-Germânico havia se tornado insustentável, por isso, em 6 de agosto de 1806, ele abdicou do trono. Ele tinha antecipado perder a coroa do Sacro Império. Dois anos antes, como uma reação à Napoleão fazendo-se um imperador, ele tinha levantado a Áustria ao status de um império. Assim, depois de 1806, reinou como "Francisco I, Imperador da Áustria".
Em 1809, Francisco atacou a França novamente, na esperança de tirar proveito da Guerra Peninsular. Ele foi novamente derrotado, e desta vez obrigado a aliar-se a Napoleão, cedendo território do império, juntando-se ao Bloqueio Continental, e dando em casamento sua filha Maria Luísa para Bonaparte. As guerras napoleônicas enfraqueceram drasticamente a Áustria e ameaçou sua primazia entre os estados da Alemanha, uma posição que ele acabaria por ceder ao Reino da Prússia.
Em 1813, pela quarta e última vez, a Áustria voltou-se contra França e juntou-se a Grã-Bretanha, Rússia, Prússia e Suécia em sua guerra contra Napoleão. A Áustria desempenhou um papel importante na derrota final da França. Em reconhecimento a isso, Francisco, representado por Klemens Wenzel von Metternich, presidiu o Congresso de Viena, ajudando a redesenhar o mapa político da Europa, dando início a uma era de conservadorismo. A Confederação Germânica, uma associação fraca dos estados da Europa Central, foi criada pelo Congresso de Viena, em 1815, para organizar os estados sobreviventes do Sacro Império Romano. O Congresso foi um triunfo pessoal para Francisco, que sediou os dignitários sortidos em conforto, embora Francisco tenha minado aliados, como o czar Alexandre e Frederico Guilherme III da Prússia pela negociação de um tratado secreto com o rei francês restaurado Luís XVIII.

### Política interna

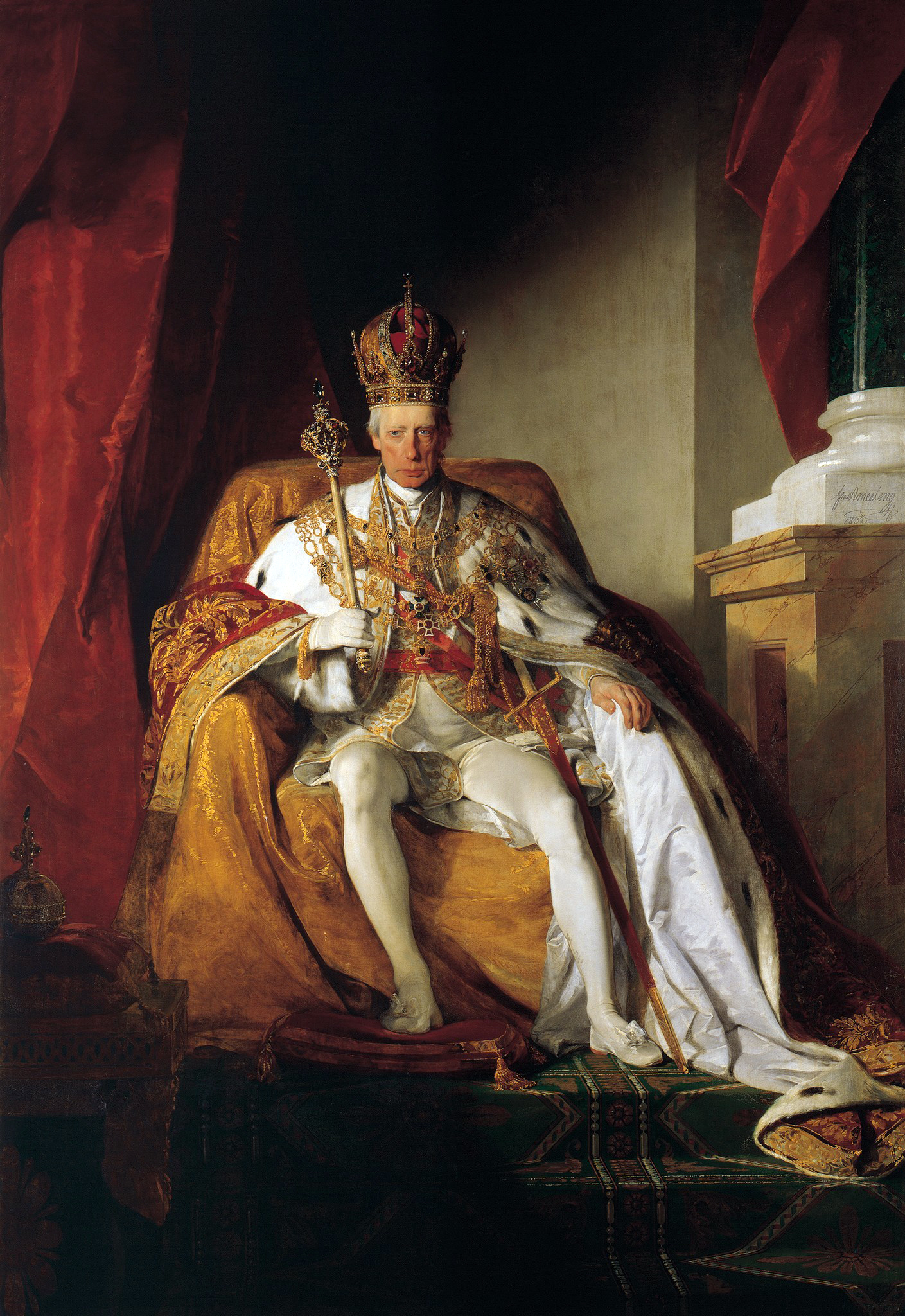
Francisco com 64 anos
Por Frederico de Amerling, 1832
Museu de História da Arte em Viena

Os violentos acontecimentos da Revolução Francesa impressionaram profundamente a mente de Francisco, assim como a de todos os outros monarcas europeus, e ele veio a desconfiar do radicalismo de qualquer forma. Em 1794, a "conspiração jacobina" foi descoberta nos exércitos austríacos e húngaros. Os líderes foram levados a julgamento, mas o veredicto só contornou o perímetro da conspiração. O irmão de Francisco, Alexandre Leopoldo (naquele tempo Palatino da Hungria) escreveu ao imperador admitindo que apesar de ter pego um monte dos culpados, não sabia realmente quem chegou ao fundo daquele negócio. No entanto, dois policiais fortemente implicados na conspiração foram enforcados e, enquanto muitos outros foram condenados à prisão (muitos dos quais morreram das más condições).
Francisco foi, a partir de suas experiências, suspeito de criar uma extensa rede de espiões da polícia e censores para monitorar a dissidência (no que ele estava seguindo o exemplo de seu pai, como o grão-duque da Toscana tinha a polícia secreta mais eficaz na Europa). Nem mesmo sua família escapou da atenção. Seus irmãos, os arquiduques Carlos e João, tiveram suas reuniões e atividades espionadas. A censura também foi predominante.
Nos últimos anos de seu reinado, ele limitou os gastos militares, exigindo que não ultrapassam quarenta milhões de florins por ano; por causa da inflação isso resultou em um financiamento inadequado, com a participação do exército do orçamento encolhendo de 50% em 1817 para apenas 23% por cento em 1830.
Francisco se apresentou como um monarca aberto e acessível (ele regularmente acordava de manhãs duas vezes por semana para atender seus súditos imperiais, independentemente de status, por nomeação, em seu escritório, mesmo falando com eles em sua própria língua), mas a sua vontade era soberana. Em 1804, ele não teve pudores em anunciar que, através de sua autoridade como imperador do Sacro Império Romano-Germânico, ele declarou que ele era agora Imperador da Áustria (na época um termo geográfico de pouca ressonância). Dois anos mais tarde, Francisco pessoalmente encerrou o moribundo Sacro Império Romano da Nação Germânica. Ambas as ações foram de legalidade constitucional duvidosa.

## Últimos anos
Em 2 de março de 1835, 43 anos e um dia após a morte de seu pai, Francisco morreu em Viena, de uma febre repentina aos 67 anos, na presença de muitos membros de sua família e com todos os confortos religiosos. O seu funeral foi magnífico, com seus súditos vienenses respeitosamente passando pelo seu caixão na capela do palácio de Hofburg durante três dias. Francisco foi enterrado no lugar de descanso tradicional dos monarcas de Habsburgo, a Cripta Imperial de Viena. Ele está enterrado no túmulo número 57, cercado por suas quatro esposas.
Francisco deixou um ponto principal no testamento político que ele deixou para seu filho e herdeiro Fernando, para "preservar a unidade na família e considerá-la como um dos maiores bens." Em muitos retratos (particularmente aqueles pintado por Peter Fendi), ele foi retratado como o patriarca de uma família amorosa, cercado por seus filhos e netos.

## Casamentos
Francisco se casou quatro vezes:
- Em 6 de janeiro de 1788 com Isabel de Württemberg (21 de abril de 1767 – 18 de fevereiro de 1790), filha de Frederico II Eugénio, Duque de Württemberg e Frederica de Brandemburgo-Schwedt. O casamento acabou sendo extremamente feliz e dois anos depois, no início de 1790, os arquiduques aguardavam o nascimento do primeiro filho. Em fevereiro daquele ano, a princesa entrou em trabalho de parto. O parto foi longo e difícil, então eles tiveram que usar fórceps, danificando seriamente o cérebro do bebê. Finalmente, Isabel sofreu uma hemorragia incontrolável que acabou com sua vida. Sua única filha, a arquiduquesa Luísa Isabel, morreu um ano após seu nascimento.
- Em 15 de setembro de 1790 com sua prima Maria Teresa de Nápoles e Sicília (6 de junho de 1772 – 13 de abril de 1807), filha de seus tios Fernando I das Duas Sicílias e Maria Carolina da Áustria. Francisco tinha desenvolvido uma queda pela melancolia, era tímido, sério e fechado, enquanto Maria Teresa era uma pessoa alegre, dominadora e de temperamento forte. No entanto, apesar de suas personalidades diferentes, o casamento também foi descrito como feliz. Ao longo de dezessete anos de casamento, o casal trouxe ao mundo um total de doze filhos. Maria Teresa morreu em 13 de abril de 1807 em Viena, devido a complicações durante o parto de sua filha mais nova, Amélia Teresa, aos 34 anos.
- Em 6 de janeiro de 1808, com sua prima Maria Luísa de Áustria-Este (14 de dezembro de 1787 – 7 de abril de 1816), filha de seus tios Fernando, Duque de Brisgóvia e Maria Beatriz d'Este. Este casamento não gerou filhos.
- Em 29 de outubro de 1816 com Carolina Augusta da Baviera (8 de fevereiro de 1792 – 9 de fevereiro de 1873), filha do rei Maximiliano I José da Baviera e Augusta Guilhermina de Hesse-Darmstadt. Este casamento não produziu filhos.

## Descendência

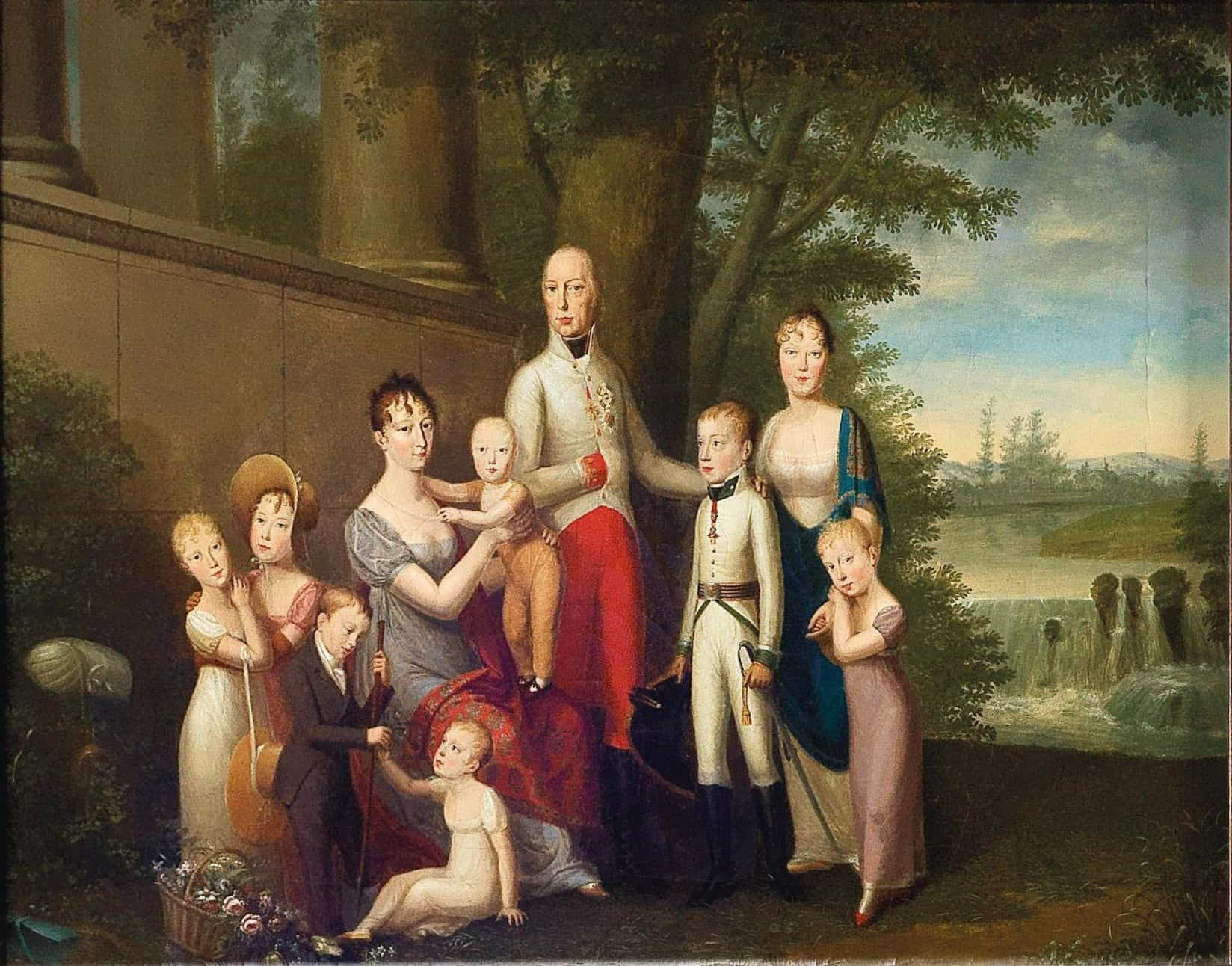
A família do Imperador Francisco I, acompanhado da sua terceira esposa Maria Luísa (1787-1816) e seus oito filhos: à direita, Maria Luísa, de dezessete anos, com sua irmã, Maria Carolina, de sete anos, e seu irmão, de quinze anos, herdeiro do trono, Fernando, mais tarde imperador Fernando I. À esquerda na foto está sentada Maria Ana, de quatro anos, estendendo a mão para seu irmão Francisco Carlos, que é dois anos mais velho que ela. Ao fundo, as duas meninas abraçadas são Maria Clementina aos dez anos e Maria Leopoldina, um ano mais velha. No colo da Imperatriz está João Nepomuceno, de três anos, 1808.

|                                       |                  | Nascimento              | Morte                   |
| ------------------------------------- | ---------------- | ----------------------- | ----------------------- |
| Com Isabel de Württemberg             |                  |                         |                         |
| 1                                     | Luísa Isabel     | 18 de fevereiro de 1790 | 24 de junho de 1791     |
| Com Maria Teresa de Nápoles e Sicília |                  |                         |                         |
| 2                                     | Maria Luísa      | 12 de dezembro de 1791  | 17 de dezembro de 1847  |
| 3                                     | Fernando I       | 19 de abril de 1793     | 29 de junho de 1875     |
| 4                                     | Maria Carolina   | 8 de junho de 1794      | 16 de março de 1795     |
| 5                                     | Carolina Luísa   | 22 de dezembro de 1795  | 30 de junho de 1799     |
| 6                                     | Maria Leopoldina | 22 de janeiro de 1797   | 11 de dezembro de 1826  |
| 7                                     | Maria Clementina | 1 de março de 1798      | 3 de setemrbo de 1881   |
| 8                                     | José Francisco   | 9 de abril de 1799      | 30 de junho de 1807     |
| 9                                     | Maria Carolina   | 8 de abril de 1801      | 22 de maio de 1832      |
| 10                                    | Francisco Carlos | 17 de dezembro de 1802  | 8 de março de 1878      |
| 11                                    | Maria Ana        | 8 de junho de 1804      | 28 de dezembro de 1858  |
| 12                                    | João Nepomuceno  | 30 de agosto de 1805    | 19 de fevereiro de 1809 |
| 13                                    | Amélia Teresa    | 6 de abril de 1807      | 9 de abril de 1807      |

## Títulos e Estilos
- 12 de Fevereiro de 1768 - 1 de Março de 1792: "Sua Alteza Imperial, o Arquiduque Francisco da Áustria, Príncipe da Hungria, Croácia e Boêmia.

- 1 de Março de 1792 - 11 de Março de 1804: "Sua Majestade Imperial & Real Apostólica, o Arquiduque(Reinante) da Áustria, Rei da Hungria, Croácia e Boêmia.

- - 5 de Julho de 1792 - 6 de Agosto de 1806: "Sua Majestade Imperial, o Sacro Imperador Romano Germânico".

- 11 de Março de 1804 - 2 de Março de 1835: "Sua Majestade Imperial & Real Apostólica, o Imperador da Áustria, Rei da Hungria, Croácia e Boêmia".

- - 9 de Junho de 1815 - 2 de Março de 1835: "Sua Majestade, o Rei de Lombardia-Vêneto".

Depois da Derrubada do Sacro Império Romano Germânico em 1806, Por Napoleão Bonaparte, ele usou somente os títulos de: Francisco, o primeiro, pela graça de Deus, Imperador da Áustria; Rei de Jerusalém, Hungria, Boêmia, Dalmácia, Croácia, Eslavônia, Galícia e Lodoméria; Arquiduque da Áustria; Duque de Lorena, Salzburgo, Wurtzburgo, Francônia, Estíria, Caríntia e Carníola; Grão-Duque de Cracóvia; Grão-príncipe da Transilvânia, marquês da Morávia, Duque de Sandomir, Masóvia, Lublin, Alta e Baixa Silésia, Auschwitz e Zator Teschen e Friul; Príncipe de Berchtesgaden e Mergentheim; conde principesco de Habsburgo, Gorizia e Gradisca e do Tirol, e marquês de Alta e Baixa Lusácia e da Ístria.